# Поцей, Леонард Габриель
Леонард Габриель Поцей (6 ноября 1632 — 1 февраля 1695) — государственный деятель Великого княжества Литовского, воевода витебский (1686—1695), староста рогачёвский, суражский и жижморский.

## Биография
Представитель литовского шляхетского рода Поцеев герба «Вага». Шестой сын берестейского земского писаря Петра Поцея (ум. 1647) и Софии Казановской (ум. после 1645). Братья — Ян, Павел, Адам, Себастьян, Станислав, Самуил, Казимир, Пётр, Теодор, Вацлав и Лев. Внук митрополита Киевского, Галицкого и всея Руси Ипатия Поцея.
Занимал должности берестейского земского писаря (1662—1672), подсудка (1672—1676) и земского судьи (1676—1686). Благодаря удачной женитьбе на представительнице влиятельного рода Огинских смог получить звание сенатора, получив в 1686 году должность воеводы витебского. Избирался послом на сеймы и депутатом Трибунала ВКЛ.
Леонард Поцей начал свою военную карьеру в качестве товарища в литовском войске (1662), позднее стал поручиком пятигорской хоругви, а затем гусарской хоругви Марциана Александра Огинского.

## Семья
В 1632 году женился на Регине Огинской, дочери тиуна трокского Самуила Льва Огинского (1595—1657), вдове тиуна трокского Вальтера Корфа. Дети:
- Людвик Констанций Поцей (1664—1730), гетман великий литовский
- Казимир Александр Поцей (1666—1728), воевода витебский